# Hugo Hermansen
Hugo Hermansen (1879 – 1939) var en norsk biografdirektør og filmproducent, som blandt andet lavede Norges første fiktionsfilm Fiskerlivets farer samt Himmeluret.
Som 25 år gammel blev Hugo Hermansen, en tidligere kontorist hos en grosserer, ansat af den svenske direktør for Kinematograf-Theatret, Nils E. Sterner, til at tage sig af biografdriften i Oslo i Stortingsgaten 12. I januar 1906 købte de svenske interesseer ud og startede Norsk Kinematograf Aktieselskab. Et halvt år senere åbnede selskabet sin anden biograf i Akersgaten 16, og derefter sin tredje biograf, Olympia Kinematograf i Storgaten. I 1908 kunne selskabet vise film på 43 biografer i Norge.
Hugo Hermansen producerede tidligt nyhedsfim, men et sted mellem 1906 og 1908 lavede han Norges første fiktionsfilm Fiskerlivets farer.
I 1909 blev Hugo Hermansen ramt af et slagtilfælde, og måtte opgive sig biografimperium. Han fortsatte imidlertid med at arbejde med film langt ind i 1920'erne, og er nævnt som en omstridt producent i bøgerne til Ottar Gladtvedt og Leif Sinding. Sinding skildrer specielt Hermansens sammensatte personlighed, og hans mange konflikter med tidens filmisntruktører.